# Корян, Аршак Рафаэльевич
Арша́к Рафаэ́льевич Коря́н (род. 17 июня 1995, Сочи, Краснодарский край) — российский и армянский футболист, нападающий клуба «Родина». Двоюродный брат Руслана Коряна.

## Клубная карьера
Родился в Сочи. В 2004 году начал заниматься футболом в школе клуба «Сочи-04» у тренера Вячеслава Васильева. В 2005 году перешёл в академию московского «Локомотива».
В сезонах 2013/14 и 2014/15 выступал за «Локомотив» в молодёжном первенстве. В декабре 2014 года не продлил контракт с клубом. 
2 февраля 2015 года подписал контракт на полгода с нидерландским «Витессом». Отклонил предложения московского «Спартака» и «Кубани». После завершения сезона 2014/15 продлил контракт с клубом на год. 
С молодежным составом «Витесса» в сезоне 2014/15 стал победителем Резервной лиги Нидерландов, а в сезоне 2015/16 серебряным призером. 
В начале июня 2016 года подписал с клубом новый контракт сроком на один год. Перед стартом сезона 2016/17 был включён в первую команду. 
6 августа 2016 года дебютировал в Эредивизи в поединке против «Виллема II», выйдя на замену на 81-й минуте вместо Митчелла ван Бергена. 
В составе «Витесса» стал обладателем Кубка Нидерландов 2016/17.
В июне 2017 года получил приглашение пройти просмотр в московском «Локомотиве». 12 июля 2017 года  подписал контракт с клубом. 
9 августа 2017 года дебютировал в РПЛ, заменив на 67-минуте встречи с «Рубином» Дмитрия Баринова. Вместе с «Локомотивом» в сезоне 2017/18 стал чемпионом России.
17 июля 2018 года на правах аренды перешёл в «Химки». 1 июля 2019 года подписал полноценный контракт с клубом.
В составе подмосковной команды стал серебряным призёром первенства ФНЛ 2019/20. Также стал финалистом Кубка России 2019/20.
13 августа 2021 года заключил арендное соглашение с клубом «Оренбург». По итогам сезона 2021/22 клуб занял 3-е место в Первом дивизионе и одержав победу в стыковых матчах вышел в РПЛ.
19 августа 2022 года в рамках аренды перешёл в «Аланию». В сезоне 2022/23 с клубом завоевал бронзовые медали Первой лиги.
В июне 2023 года после двух лет проведенных в арендах вернулся в «Химки» и по итогам сезона 2023/24 помог клубу вновь подняться в РПЛ.
10 июля 2024 года на правах свободного агента перешёл в московское «Торпедо».
26 февраля 2025 года присоединился к клубу «Родина».

## Карьера в сборной
Вызывался в сборные России различных возрастов. В августе 2011 года провел 2 матча за сборную Армении (до 17 лет). 
В сентябре 2020 года был вызван в главную сборную Армении. 5 сентября 2020 года в матче против Северной Македонии в рамках Лиги наций 2020/2021 дебютировал в её составе.
8 сентября 2020 года во 2 матче за сборную против Эстонии отдал голевой пас Александру Карапетяну, который открыл счёт в матче.

## Статистика выступлений

### Клубная
| Выступление        | Выступление      | Выступление      | Лига | Лига | Кубки | Кубки | Еврокубки | Еврокубки | Стыковые матчи | Стыковые матчи | Итого | Итого |
| Клуб               | Лига             | Сезон            | Игры | Голы | Игры  | Голы  | Игры      | Голы      | Игры           | Голы           | Игры  | Голы  |
| ------------------ | ---------------- | ---------------- | ---- | ---- | ----- | ----- | --------- | --------- | -------------- | -------------- | ----- | ----- |
| Витесс             | Эредивизи        | 2016/17          | 3    | 0    | 2     | 1     | —         | —         | —              | —              | 5     | 1     |
| Витесс             | Итого            | Итого            | 3    | 0    | 2     | 1     | —         | —         | —              | —              | 5     | 1     |
| → Йонг Витесс      | Второй дивизион  | 2016/17          | 20   | 10   | —     | —     | —         | —         | —              | —              | 20    | 10    |
| → Йонг Витесс      | Итого            | Итого            | 20   | 10   | —     | —     | —         | —         | —              | —              | 20    | 10    |
| Локомотив (Москва) | РФПЛ             | 2017/18          | 3    | 0    | 0     | 0     | 0         | 0         | —              | —              | 3     | 0     |
| Локомотив (Москва) | Итого            | Итого            | 3    | 0    | 0     | 0     | 0         | 0         | —              | —              | 3     | 0     |
| → Химки            | ФНЛ              | 2018/19          | 37   | 5    | 2     | 0     | —         | —         | —              | —              | 39    | 5     |
| → Химки            | Итого            | Итого            | 37   | 5    | 2     | 0     | —         | —         | —              | —              | 39    | 5     |
| Химки              | ФНЛ              | 2019/20          | 23   | 4    | 6     | 2     | —         | —         | —              | —              | 29    | 6     |
| Химки              | РПЛ              | 2020/21          | 14   | 4    | 0     | 0     | —         | —         | —              | —              | 14    | 4     |
| Химки              | РПЛ              | 2021/22          | 1    | 0    | 0     | 0     | —         | —         | 0              | 0              | 1     | 0     |
| Химки              | Первая лига      | 2023/24          | 25   | 4    | 4     | 0     | —         | —         | —              | —              | 29    | 4     |
| Химки              | Итого            | Итого            | 63   | 12   | 10    | 2     | —         | —         | 0              | 0              | 73    | 14    |
| → Оренбург         | Первый дивизион  | 2021/22          | 21   | 2    | 2     | 0     | —         | —         | 1              | 0              | 24    | 2     |
| → Оренбург         | Итого            | Итого            | 21   | 2    | 2     | 0     | —         | —         | 1              | 0              | 24    | 2     |
| → Алания           | Первая лига      | 2022/23          | 11   | 1    | 3     | 0     | —         | —         | —              | —              | 14    | 1     |
| → Алания           | Итого            | Итого            | 11   | 1    | 3     | 0     | —         | —         | —              | —              | 14    | 1     |
| → Алания-2         | Вторая лига      | 2022/23          | 1    | 0    | —     | —     | —         | —         | —              | —              | 1     | 0     |
| → Алания-2         | Итого            | Итого            | 1    | 0    | —     | —     | —         | —         | —              | —              | 1     | 0     |
| Торпедо (Москва)   | Первая лига      | 2024/25          | 19   | 3    | 2     | 0     | —         | —         | —              | —              | 21    | 3     |
| Торпедо (Москва)   | Итого            | Итого            | 19   | 3    | 2     | 0     | —         | —         | —              | —              | 21    | 3     |
| Родина             | Первая лига      | 2024/25          | 12   | 0    | 0     | 0     | —         | —         | —              | —              | 12    | 0     |
| Родина             | Первая лига      | 2025/26          | 5    | 0    | 0     | 0     | —         | —         | —              | —              | 5     | 0     |
| Родина             | Итого            | Итого            | 17   | 0    | 0     | 0     | —         | —         | —              | —              | 17    | 0     |
| Всего за карьеру   | Всего за карьеру | Всего за карьеру | 195  | 33   | 21    | 3     | 0         | 0         | 1              | 0              | 217   | 36    |

### Матчи за сборную
| Матчи Коряна за сборную Армении | Матчи Коряна за сборную Армении | Матчи Коряна за сборную Армении | Матчи Коряна за сборную Армении | Матчи Коряна за сборную Армении | Матчи Коряна за сборную Армении |
| №                               | Дата                            | Оппонент                        | Счёт                            | Голы                            | Соревнование                    |
| ------------------------------- | ------------------------------- | ------------------------------- | ------------------------------- | ------------------------------- | ------------------------------- |
| 1                               | 5 сентября 2020                 | Северная Македония              | 2:1                             | —                               | Лига наций УЕФА 2020/2021       |
| 2                               | 8 сентября 2020                 | Эстония                         | 2:0                             | —                               | Лига наций УЕФА 2020/2021       |
| 3                               | 15 ноября 2020                  | Грузия                          | 1:2                             | —                               | Лига наций УЕФА 2020/2021       |
| 4                               | 18 ноября 2020                  | Северная Македония              | 1:0                             | —                               | Лига наций УЕФА 2020/2021       |
| 5                               | 2 сентября 2021                 | Северная Македония              | 0:0                             | —                               | Отборочные матчи ЧМ-2022        |

Итого: 5 матчей / 0 голов; 3 победы, 1 ничья, 1 поражение.

## Достижения
«Витесс»
- Обладатель Кубка Нидерландов: 2016/17[англ.]
- Победитель Резервной лиги Нидерландов[англ.]: 2014/15
- Серебряный призёр Резервной лиги Нидерландов[англ.]: 2015/16
- Итого : 2 трофея

Сборная России (до 21)
- Обладатель Кубка Содружества: 2016
- Итого : 1 трофей

«Локомотив» (Москва)
- Чемпион России: 2017/18
- Финалист Суперкубка России: 2017
- Итого : 1 трофей

«Химки»
- Победитель Первой лиги: 2023/24
- Серебряный призёр ФНЛ: 2019/20
- Финалист Кубка России: 2019/20
- Итого : 1 трофей

«Оренбург»
- Бронзовый призёр Первого дивизиона: 2021/22

«Алания»
- Бронзовый призёр Первой лиги: 2022/23